# مایدان کاونچنگسکی
مایدان کاونچنگسکی (به لاتین: Majdan Kawęczyński) یک روستا در لهستان است که در گمینا پیاسکی (استان لوبلین) واقع شده‌است. مایدان کاونچنگسکی ۱۶۰ نفر جمعیت دارد.